# キノグナトゥス
キノグナトゥス (Cynognathus) は中生代三畳紀前期に生息していた単弓類の絶滅した属。単弓綱 - 獣弓目 - キノドン亜目 - キノグナトゥス科に属する。学名はラテン語で「犬の顎」を意味する。キノグナタス、シノグナータスとも。英語読みは「シノナータス」である。

## 形態
頭蓋長約40センチメートル、全長1.5メートル程のオオカミ大の大型肉食動物。ただし脚が蹠行性のため体高はオオカミよりも低い。そのためイメージとしてはクズリやラーテルのような大型のイタチ類と酷似する。肉食に適化した鋭い歯を持つ、獰猛な捕食者であったと思われる。小さな切歯と発達した長い犬歯、断ち切ることに適した鋭い頬歯を持つ。下顎は分厚く、歯骨の拡大が進んでいた。また筋突起も発達し、咬む力は強力であったと推定される。
同時にトリナクソドンなど初期の属と比べて、咬筋の付着部が吻側へと拡大し、下顎に対し前方への力を及ぼすことで、咀嚼がより効率化している様子がうかがえる。ただしキノグナトゥスは基本的に肉食だったと考えられるので、あまり複雑な咀嚼は必要ないと考えられる。
また、細長い体幹と直立化の進んだ四肢を持ち、活動的な動物であったであろう。犬歯の前の小さな切歯は食肉目などでは毛繕いに用いているが、キノグナトゥスも同様の行動を行っていたといわれる。
時折、復元図で耳介を備えた復元がなされることがあるが、キノグナトゥスの段階では哺乳類型の耳小骨の構造が完成おらず、そういった耳介を備えていた可能性は低い。

## 生態
肉食性キノドン類の中で最大級の体格を備えており、三畳紀前期の捕食者の中では比較的大型の部類であったためディキノドン類や、植物食キノドン類または初期の双弓類や、といった周辺の脊椎動物を捕食していたと推測されている。

## 分布と環境

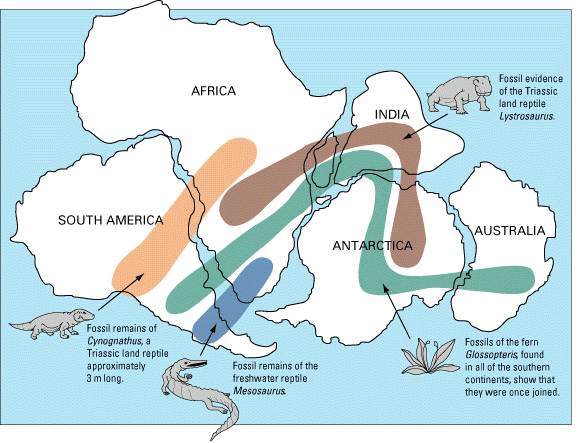
ゴンドワナ大陸のキノグナトゥスの分布域（橙色）

かつてゴンドワナ大陸の一部であったアフリカ及び南アメリカに生息していた。この生物が出土する地層はキノグナトゥス帯と呼ばれ、南アフリカ最後の指標動物の名がついたバイオゾーンとなっている。また上記のバイオゾーンからはカンネメイエリアやUfudocyclopsといった、植物食の大型ディキノドン類、そしてディアデモドンのような植物食のキノドン類、肉食の双弓類エリスロスクスやエウパルケリアといった古生物が共産している。